# 長与町立高田中学校
長与町立高田中学校（ながよちょうりつ こうだちゅうがっこう）は、長崎県西彼杵郡長与町高田郷にある公立の中学校。略称は「高田中」（だっちゅう）。
2026年（令和8年）4月に長与町立高田小学校との統合により、「長与町立高田義務教育学校（仮称）」となる予定である。なお、小中学校それぞれの校舎を継続して使用する「施設分離型」となる。

## 概要
歴史
1996年（平成8年）に開校。2021年（令和3年）には創立25周年を迎えた。
校訓
「自主・協力・創造」
校歌
校章
校名の「高」と「中」の文字を組み合わせたものとなっている。
通学区域
長与町立高田小学校区

## 沿革
- 1996年（平成8年）
  - 4月1日 - 「長与町立高田中学校」（現校名）が開校。
  - 9月25日 - 制服を制定。
- 1997年（平成9年）3月7日 - 校歌発表会を実施。
- 2006年（平成18年）10月6日 - 10周年記念式典を挙行。
- 2026年（令和8年）4月1日 - 長与町立高田小学校との統合により、「長与町立高田義務教育学校（仮称）」となる予定[1]。

## 学校行事
1学期
- 4月：始業式・着任式、入学式
- 5月：体育大会、西彼杵郡中総体
- 7月：職業体験(2年)、終業式

2学期
- 9月：始業式、西彼杵郡中総体（駅伝）
- 9月最終日曜日または10月最初の日曜日：学校祭、合唱コンクール
- 10月下旬頃：修学旅行（2年）、県中総体駅伝大会
- 12月：終業式

3学期
- 1月：始業式
- 3月：高校受験（3年）、卒業式、修了式・離任式

## 部活動
運動部
- 陸上部
- 野球部
- サッカー部
- 卓球部
- ソフトテニス部
- バドミントン部
- バスケットボール部

文化部
- 吹奏楽部

## アクセス
- 最寄りの駅
  - JR九州 「道ノ尾駅」下車後、徒歩14分（高田越トンネル経由）
- 最寄りのバス停
  - 長崎バス「百合野（ゆりの）」バス停下車後、徒歩約10～15分
- 最寄りの道主要道路
  - 長崎県道33号長崎多良見線
  - 学校のそばを川平有料道路が通っており、長与ランプがある。

## 周辺の施設等
- 長与町立高田小学校
- OKホーム＆ガーデン長与店
- 道ノ尾駅
- 長崎市立長崎商業高等学校
- 長崎県立長崎高等技術専門校